# حسين عبد الرحمن باسلامة
حسين عبد الرحمن باسلامة   (و. 1954  م) هو سياسي يمني، ولد في سيئون، عين وزيراً للتعليم العالي والبحث العلمي في 18 سبتمبر 2016.
| المناصب السياسية | المناصب السياسية                                                  | المناصب السياسية       |
| ---------------- | ----------------------------------------------------------------- | ---------------------- |
| سبقه             | وزير التعليم العالي والبحث العلمي 18 سبتمبر 2016 - 18 ديسمبر 2020 | تبعه خالد أحمد الوصابي |